# 2016년 하계 올림픽 수리남 선수단
수리남은 2016년 8월 5일에서 8월 21일까지 브라질 리우데자네이루에서 열린 제31회 하계 올림픽에 참가했다.

## 참고 자료
- (영어) “Suriname at the 2016 Summer Olympics”. SR/Olympic Sports. 2017년 12월 16일에 원본 문서에서 보존된 문서. 2018년 4월 28일에 확인함.

## 같이 보기
- 올림픽 수리남 선수단